# Dulles (Virginie)
Dulles est une communauté non incorporée du Comté de Loudon dans l'État de Virginie aux États-Unis. 